# Forskningsklinikken for Funktionelle Lidelser
Forskningsklinikken for funktionelle lidelser i Århus er en afdeling under Århus Universitetshospital. Klinikken er en psykiatrisk forskningsklinik under ledelse af professor Per Fink samt overlægerne Emma Rehfeld og Nils Balle Christensen, som alle er speciallæger i psykiatri.
Klinikken mener at en række sygdomme, hvoraf mange er anerkendt som separate af WHO, bør klassificeres under diagnosen Bodily Distress Syndrome (BDS) - en diagnose som ikke er godkendt af WHO, og som Per Fink selv har været med til at introducere.
Eksempler på diagnoser, som klinikken mener er underformer af BDS
- Fibromyalgi
- Kronisk træthedssyndrom
- Irritabel tyktarm
- Kronisk smertesyndrom
- Somatiseringstilstand
- Duft- og kemikalieoverfølsomhed
- Kronisk piskesmæld

Derudover klassificerer klinikken "Helbredsangst" som den anden hovedvariant af funktionelle lidelser
Der findes dog forskning i somatisk regi, som står i modsætning til Forskningsklinikkens teorier:
- Vedrørende ”irritabel tyktarm” er der gennem de seneste år fremkommet resultater som viser, at der kan være en organisk forklaring på mange af tilfældene. Forskere fra Hillerød Hospital har opnået forskningsresultater og behandlingsmetoder, som bl.a. viser at mange af tilfældene skyldes kronisk forstoppelse som kan afhjælpes med en speciel behandling, som disse forskere har udviklet.[2]
- Uforklarlige ”hjertesmerter”/brystsmerter bliver også betragtet som en funktionel lidelse ud fra Forskningsklinikkens teorier. Men der er for nylig fremkommet ny forskning fra Bispebjerg Hospital, som viser at mange kvinder med ”uforklarlige” brystsmerter går med belastende og farlige hjerteproblemer uden at få en klar diagnose og behandling fordi det ikke umiddelbart har været muligt at afsløre forsnævringer i deres kranspulsårer – [3].

Speciallæge Henrik Isager har skrevet en bog, om funktionelle lidelser og forståelsen af disse. Henrik Isager peger på at man overser disse sygdomme selvom de er en biologisk realitet og et centralt økologisk problem – 
Hverken Bodily Distress Syndrome eller Helbredsangst  forekommer i Sundhedsvæsenets Klassifikations System, og de kan derfor ikke betragtes som anerkendte af det danske sundhedsvæsen.

## Ekstern henvisning
- Forskningsklinikken for funktionelle lidelser Arkiveret 30. maj 2013 hos  Wayback Machine